# Kunstblumenmanufaktur Heide Steyer
Die Kunstblumenmanufaktur Heide Steyer ist ein Handwerksbetrieb in Wallroda, einem Ortsteil der sächsischen Gemeinde Arnsdorf. Das Unternehmen gilt, neben zwei französischen Anbietern, als eine der letzten europäischen Kunstblumenmanufakturen.

## Geschichte
Am 1. Juni 1970 übernahm das Ehepaar Steyer die in West-Berlin ansässige Blumen- und Federnfabrik Curt Morgenstern. Dieses Unternehmen wurde 1925 in Sebnitz, dem damaligen Zentrum der deutschen Kunstblumenindustrie, gegründet und produzierte seit 1952 in Berlin-Kreuzberg. Aufgrund räumlicher Expansion wurde die Fabrikation 1974 nach Berlin-Wilmersdorf verlegt. Im Jahr 1976 erfolgte die Umfirmierung in Berliner Blumenfabrikation. Bereits die Produktion in Berlin erfolgte manuell unter Verwendung traditioneller Blumenmachertechniken und -werkzeuge. Nach der Wende bemühte sich das Ehepaar Steyer darum, die Produktion nach Sachsen zu verlegen. Versuche, einen Teil des ehemaligen VEB Kunstblume Sebnitz zu übernehmen, scheiterten während mehrjähriger Verhandlungen mit der Treuhandanstalt, die für die Privatisierung des ehemaligen Volkseigenen Betriebes verantwortlich war. 1995 kaufte das Ehepaar Steyer einen Vierseithof im sächsischen Dorf Wallroda. Nach Umbau und Sanierung des Hofes startete am 1. Januar 1998 die Produktion mit zunächst acht Mitarbeitern, welche allesamt aus dem Sebnitzer VEB stammten. Gleichzeitig erfolgte die Umfirmierung in Kunstblumenmanufaktur Heide Steyer.
Im Jahr 2008 wurden in der Manufaktur eine Schauwerkstatt und ein Museum eröffnet, das Exponate aus der Geschichte der Kunstblumen und deren Herstellung zeigt. Wegen COVID-19 mussten 2020 zum 50-jährigen Bestehen die letzten von ursprünglich 24 Beschäftigten entlassen werden.
Im Februar 2024 starb Gerald Steyer. Seine Frau (* 1944) stellte den Betrieb ein. Die Suche nach einem Käufer für die Firma läuft seit 2009 und konnte bislang nicht erfolgreich abgeschlossen werden.

## Produkte und Kunden

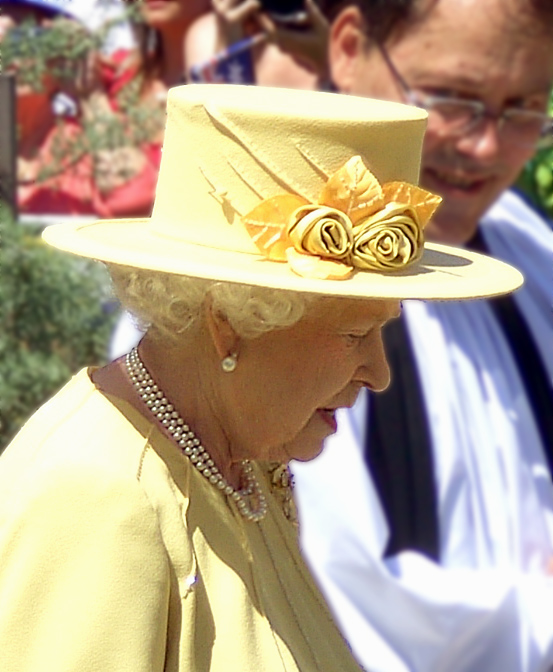
Queen Elizabeth II. trägt einen Hut mit Kunstblumen der Manufaktur Steyer, 2011.

In der Manufaktur werden Kunstblumen angefertigt, die zumeist als modische Accessoires an Hüten, Fascinators oder Kleidern Verwendung finden. Bei der Herstellung kommen verschiedene Materialien wie Seide, Federn, Leder, Samt oder Kork zum Einsatz, diese werden mit traditionellen Handwerkszeugen zu künstlichen Blüten verarbeitet. Die Kollektion der Manufaktur wird pro Saison um dutzende neue Muster und Farben erweitert. Auf internationalen Modemessen in Paris, London und Düsseldorf werden die Blüten präsentiert.
Zu den Kunden der Kunstblumenmanufaktur zählen Modehäuser wie Valentino, Christian Dior, Escada und Wunderkind. Karl Lagerfeld orderte für eine Fotoserie mit Claudia Schiffer für die Zeitschrift Vogue Blüten der Manufaktur Steyer. Seit den 1990er Jahren beliefert das Unternehmen die Hutmacher des britischen Königshauses, wie zum Beispiel Rachel Trevor-Morgan oder Philip Treacy. So trugen etwa Königin Elisabeth II. bei der Hochzeit von Prinz William und Kate Middleton oder Camilla bei ihrer Hochzeit mit Prinz Charles Kunstblumen aus Wallroda. Außerdem zählen die Ausstatter von internationalen Film- und Fernsehproduktionen zum Kundenstamm. Blüten aus der Manufaktur waren unter anderem in der britischen Fernsehserie Downton Abbey und in Hollywoodfilmen wie Titanic, Vier Hochzeiten und ein Todesfall und James Bond 007: Spectre zu sehen.

## Denkmalschutz

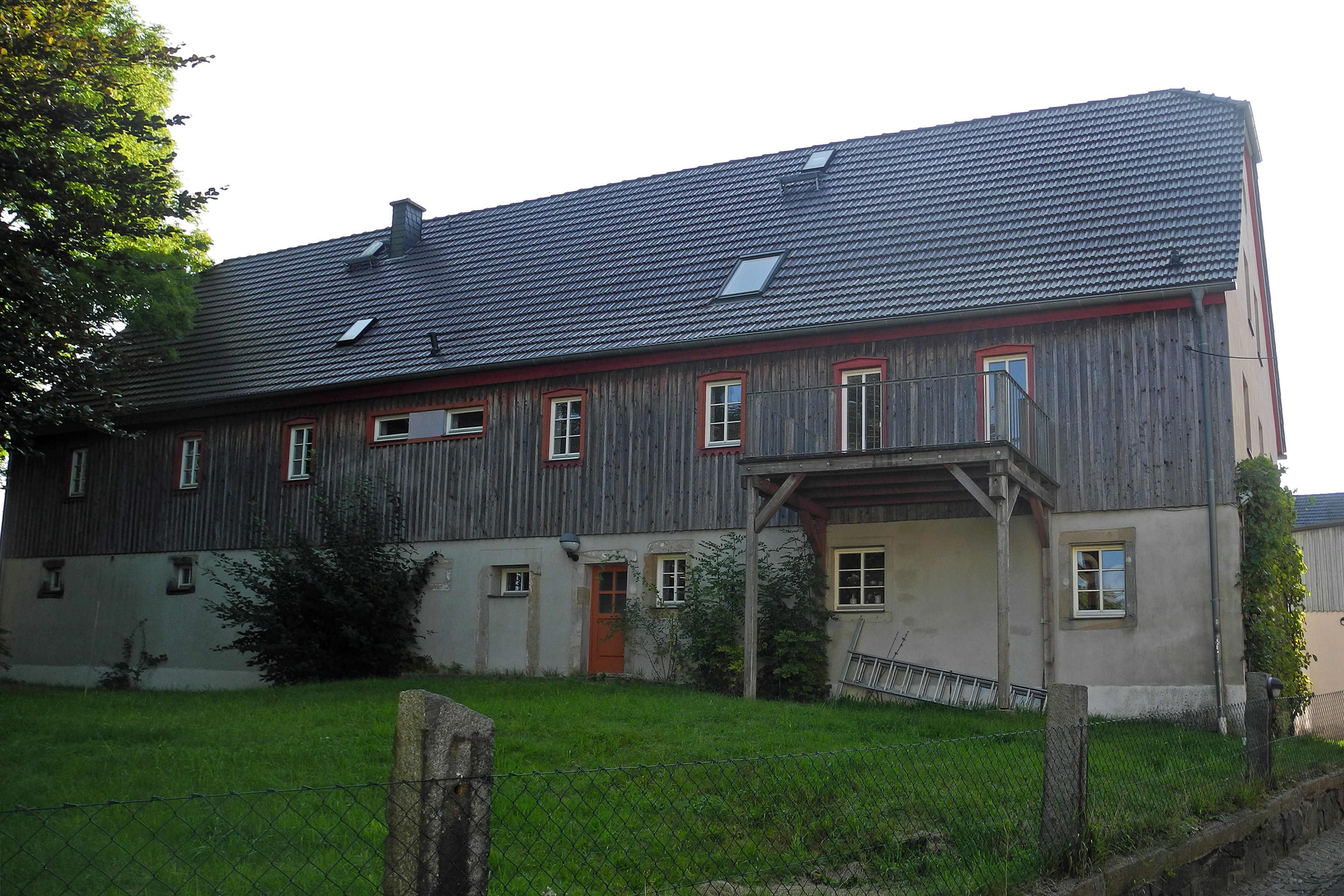
Wohnstallhaus in der Großröhrsdorfer Str. 28

Mit dem Umzug nach Wallroda bezog das Unternehmen einen etwa 4500 Quadratmeter großen Vierseithof, der zwischen dem Kauf 1995 und dem Produktionsbeginn 1998 umfassend saniert wurde. Von den Hofgebäuden in der Großröhrsdorfer Straße 28 stehen ein Wohnstallhaus sowie eine Scheune unter Denkmalschutz (siehe Liste der Kulturdenkmale in Wallroda). Das Wohnhaus, dessen Obergeschoss in Fachwerkbauweise errichtet wurde, stammt aus dem Jahr 1830. Das Baujahr ist im Türsturz  bezeichnet. Die Scheune mit einem verbretterten Obergeschoss und einem holzverkleideten Anbau ist auf die 2. Hälfte des 19. Jahrhunderts datiert.

## Sonstiges
Drei Kunstblumenkränze der Berliner Blumenfabrikation Steyer aus dem Jahr 1979 werden im Museum Europäischer Kulturen in Berlin ausgestellt. Die präsentierten Exponate sind „Kinderkränzchen für verschiedene Anlässe“, nämlich als Brautjungfer, zu Fronleichnam und als Sterbekränzchen.
Die Kunstblumenmanufaktur ist eine der 16 Stationen des Westlausitzer Radwanderwegs „Produktroute“.